# Lashkar-e-Jhangvi
Lashkar-e-Jhangvi (pendjabi : لشكرِ جهنگوی, Armée de Jhangvi, du nom du fondateur du SSP, Maulana Haq Nawaz Jhanvi) est un groupe armé Islamiste sunnite pakistanais fondé entre 1994 et 1996 par Riaz Basra, à la suite d'une scission d'avec Sipah-e-Sahaba Pakistan (SSP), jugé trop légaliste et trop proche des organisations chiites.
L'organisation est placée sur la liste officielle des organisations terroristes du Canada, des États-Unis et de l’Australie. Elle est considérée par l'ONU comme proche d'Al-Qaïda et à ce titre sanctionnée par le Conseil de sécurité des Nations unies.
Fort d'au moins 500 membres, le groupe se spécialise dans des attentats meurtriers comme celui du 4 juillet 2003 à Quetta. On attribue à Lashkar-e-Jhangvi 350 attentats entre 1996 et 2001. Entre 2010 et 2017, le groupe a orchestrée des attentats très meurtriers comme l'attentat de Quetta, l’attaque du marché de Quetta, les  attentats d'Achoura en Afghanistan, ou encore les  attentats de Quetta en 2013. Le groupe est aussi accusée de s’être alliée avec l'État islamique au Khorassan afin de menée des attaques comme lors de l’attentat de Quetta en 2019 ou l'assaut sur l'école de police de Quetta.
La dure répression de la fin des années 1990 a affaibli le groupe qui se divise en 2000 entre ceux menés par Riaz Basra et basés à Peshawar et ceux menés par Qari Asadullah et basés à Karachi.
Proche des Talibans qui assuraient la formation de ses militants en Afghanistan, le groupe collabore avec différents groupes tel Harakat ul-Mujahidin.
Malik Ishaq, considéré comme un des fondateurs, a été libéré le 11 juillet 2011.